# Iúmonna Gold Galdre Bewunden
Iúmonna Gold Galdre Bewunden oder The Hoard (‚der Hort‘ oder ‚der Schatz‘) ist ein Gedicht des englischen Schriftstellers und Philologen J. R. R. Tolkien aus dem Jahr 1923. Der Titel ist einer Zeile des Beowulf entnommen.

## Hintergrund
Die Zeile (Beowulf 3052) altenglisch iūmonna gold, galdre bewunden wird als “the gold of men of long ago enmeshed in enchantment” oder “the gold of the ancients wrapped in a spel” übersetzt, was in etwa „Der Ahnen Gold, in der Urzeit Tagen durch Zauber geschützt“ oder „das Gold der Alten in einem Zauberspruch gefangen“ bedeutet. C. S. Lewis, ein Freund Tolkiens befasste sich ebenfalls mit dem Drachenthema und schrieb das Gedicht Once the worm-laid egg broke in the wood, das in der Abhandlung Beowulf and the Critics. gemeinsam mit Tolkiens Versen abgedruckt wurde. Die Anlehnung des Gedichts an die Verse aus dem Beowulf sind deutlich zu erkennen, nicht nur der ursprüngliche Name Iúmonna Gold Galdre Bewunden sondern auch die Beschreibung des schlafenden Drachen, der über seinen Hort wacht und jeden Eindringling, der seine Höhle betritt erschnüffelt, weisen Parallelen auf. Der jeweilige Hüter des Schatzes wird zur personifizierten Bosheit, deren Gier nach Gold nicht davor Halt macht den derzeitigen Besitzer zu ermorden, um selbst an den Hort zu gelangen und hernach gegen jeden Eindringling oder Dieb zu verteidigen. Letztlich wird dieser Drache von einem mutigen Krieger herausgefordert und im Zweikampf besiegt.:4–5

## Inhalt
The Hoard ist ein Gedicht, das aus fünf Stanzas zu 16, 16, 20, 16 und 8 Zeilen besteht. Es berichtet von den Anfängen oder der Entstehung von Silber und Gold, von der Veredlung des Metalls durch die geschickten Handwerker der Elben, die aus der Welt entschwanden und ihre Werke zurückließen. So wurden die Goldpräziosen zunächst von einem Zwerg gesammelt und zu einem Hort zusammengetragen und der nichts anderes mehr im Sinn hatte als den Schatz zu vermehren und zu beschützen.
- Stanza 1: Die Zeilen handeln von den Göttern, die Silber und Gold in der Welt verteilten, von den fröhlich singenden Elben, die es zu Schmuck und feinen Gegenständen verarbeiteten, die die Gier anderer erweckte. So wurden sie erschlagen oder in Ketten gelegt und ihre Kostbarkeiten in Gruben zusammengetragen, als der Schatten ihre Heimat überrollte.
- Stanza 2: Hier erfahren von einem Zwerg, der in einer dunklen Höhle sitzt und lange Zeit Ringe und Münzen aus dem Gold schmiedete, denn er wollte sich Macht erkaufen, aber er ist gealtert und hat die Welt draußen längst vergessen. Seine Augen sind geblendet von dem Glanz, seine Ohren wurden taub, so hört er nicht den jungen Drachen, der hereinkommt, um hier seinen Durst zu stillen. Er speit Feuer auf den Zwerg und dieser zerfällt zu Asche.
- Stanza 3: Viel Zeit ist vergangen und der Drache ist alt und träge geworden, er kennt jedes Objekt seines Hortes, selbst den kleinsten Ring. Seine Ohren hingen herunter und sein Atem wurde schwächer, so hörte er den tapferen Recken nicht, der ihn zum Kampf rief. Nichts nutzten ihm seine scharfen Zähne als sich das Schwert in seinen Leib bohrte und sein Feuer erlosch.
- Stanza 4: Ein alter König mit langem Bart, sitzt dort und hat all seine Schätze verborgen, hinter dicken eisenbeschlagenen Pforten. Sein Reich ist zerfallen, seine Hallen zerstört, doch er ist der König mit dem Elbengold. Seine Gebeine werden achtlos in einer Grube verscharrt.
- Stanza 5: Die Moral von der Geschichte, der Reichtum und die Gier haben seinen Besitzern kein Glück gebracht. Die letzten Zeilen lauten

| Original frühe Fassung 1923 There is an old hoard in a dark rock, Forgotten behind doors none can unlock. The keys are lost and the path gone, The mound unheeded that the grass grows on; The sheep crop it and the larks rise From its green mantle, and no man’s eyes Shall find its secret, till those return Who wrought the treasure, till again burn The lights of Faery, and the woods shake, And songs long silent once more awake. | Version 1937 There is an old hoard in a dark rock, forgotten behind doors none can unlock; that grim gate no man can pass. On the mound grows the green grass; There sheep feed and the larks soar, and the wind blows from the sea-shore. The old hoard the Night shall keep, while earth waits and the Elves sleep. | Übersetzung Liegt ein Schatz unter eisengrauem Basalt, vergessen längst und ur‑uralt hinter Tür und Tor, und niemand weiß, wie man sie öffnet, auf wessen Geheiß. Seltsam, über dem alten Gelass weiden Schafe das grüne Gras, Lerchen steigen und Winde wehn, Nacht verhüllt, was vorzeiten geschehn, finsteres Unrecht und schwere Strafen. Die Erde wartet, die Elben schlafen. |

Wichtige Details für die Darstellung des Drachen waren für Tolkien::9
- die erkennbar tierische Abstammung
- die Personifikation von Boshaftigkeit, Zerstörung und Gier
- die direkte Begegnung mit dem Helden im Zweikampf
- die Verstärkung des Faërie-Elements (märchenhaft) durch dessen Anwesenheit

## Ausgaben
- Iúmonna Gold Galdre Bewunden. In: The Gryphon. The journal of the University of Leeds. New Series, Band 4, Nr. 4, Januar 1923, Leeds, S. 130.
- Iúmonna Gold Galdre Bewunden. In: The Annotated Hobbit. The hobbit, or, There and back again. Unwin Hyman, London 1989, ISBN 0-395-47690-9, S. 288–289.
- Iúmonna Gold Galdre Bewunden. In: Beowulf and the Critics. Arizona Center for Medieval and Renaissance Studies, Tempe, Ariz. 2002, ISBN 0-86698-290-6 (Enthält zudem das Gedicht Once the worm-laid egg broke in the wood von C. S. Lewis).
- The Hoard. In: Oxford Magazine. 55, Nr. 15, The Oxonian Press, Oxford 4. März 1937, S. 473.
- The Hoard. In: The Adventures of Tom Bombadil. And other verses from The Red Book. HarperCollinsPublishers, London 2014, ISBN 978-0-00-758469-7, S. 241–243 (Erstausgabe: George Allen & Unwin, 1962).
- 14 The Hoard. In: Tales from the Perilous Realm. HarperCollins, London 2008, ISBN 978-0-00-728059-9 (Textarchiv – Internet Archive).